# Lycopus angustifolius
Lycopus angustifolius là một loài thực vật có hoa trong họ Hoa môi. Loài này được Elliott mô tả khoa học đầu tiên năm 1816.